# Discoglypha implenorbis
Discoglypha implenorbis là một loài bướm đêm trong họ Geometridae.